# هامور دوگر
هامور دوگر (نام علمی: Serranus dewegeri) نام یک گونه از تیره هامورماهیان است.